# Gag

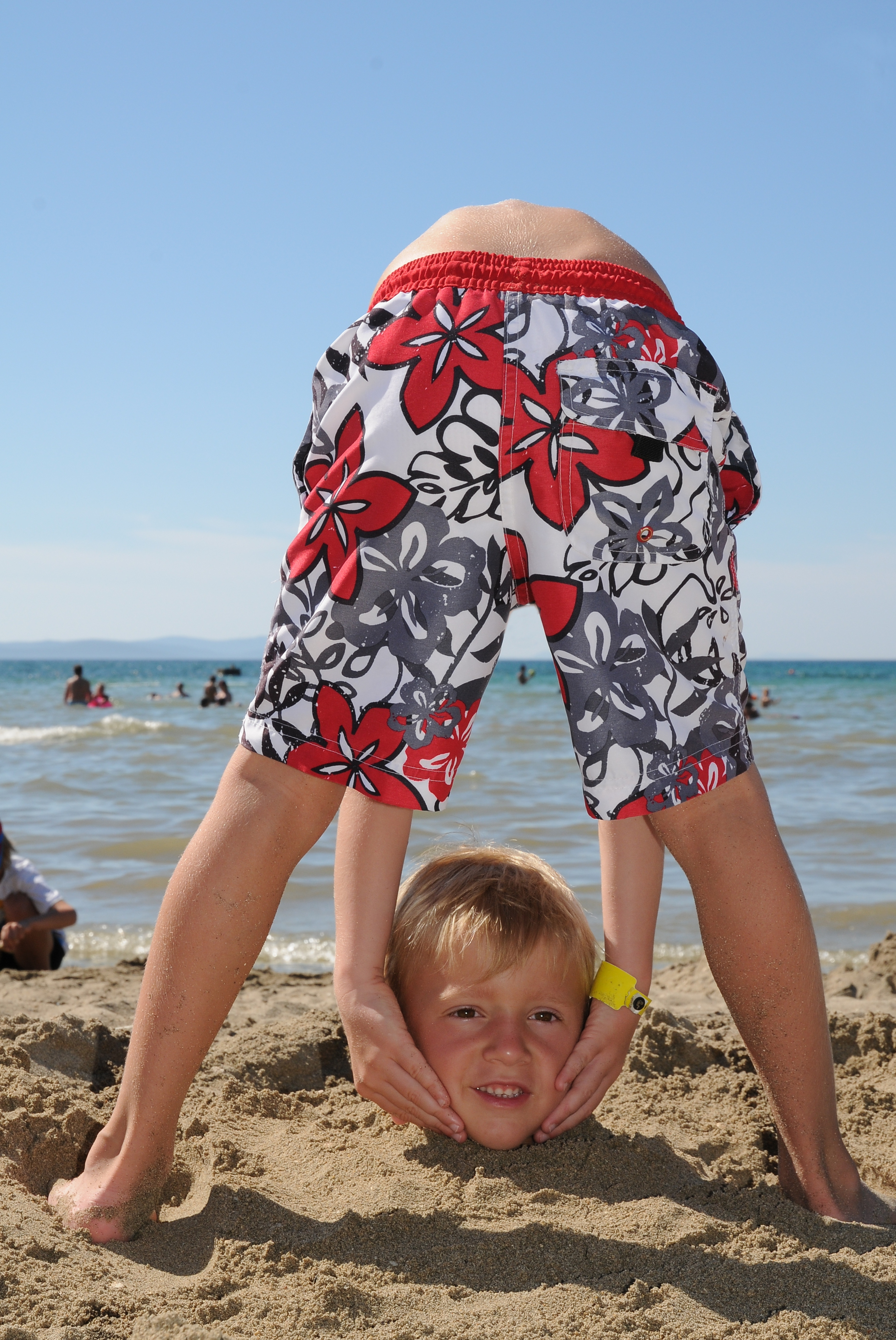
Esta imagen transmite una chiste o broma sin el uso de palabras.

Gag visual simple basado en la asociación de dos fotografías

En comedia, un gag o gag visual es algo que transmite su humor a través de imágenes, generalmente sin el uso de palabras. 
Hay varios ejemplos utilizados en la historia del cine por directores que han basado la mayor parte de su humor en gags visuales, incluso al punto de no usar diálogo.
Uno de los ejemplos más recientes e importantes lo podríamos encontrar en la serie televisiva Mr. Bean, de Rowan Atkinson, siguiendo quizá el esquema de gag visual exponenciado por Charles Chaplin junto con otras importantes figuras del cine mudo como los actores Harold Lloyd, Buster Keaton o Harpo y Groucho Marx.
El primer uso conocido del gag tuvo lugar, como podría por otra parte parecer evidente, en la primera película de humor de la historia del cine, L'Arroseur Arrosé (El regador regado), rodada en un minuto de metraje por los Hermanos Lumière en 1895 y en la que un jardinero que riega sus plantas acaba por convertirse en el objeto de la travesura de un niño.
Directores cómicos que suelen incluir un alto número de gags en sus películas son Zucker, Abrahams and Zucker, directores y guionistas de, entre otros, Airplane!, Hot Shots!, Scary Movie 3 y Scary Movie 4.